# 1892 en combiné nordique
| Années du combiné nordique : 1889 - 1890 - 1891 - 1892 - 1893 - 1894 - 1895    |
| Décennies du combiné nordique : 1860 - 1870 - 1880 - 1890 - 1900 - 1910 - 1920 |

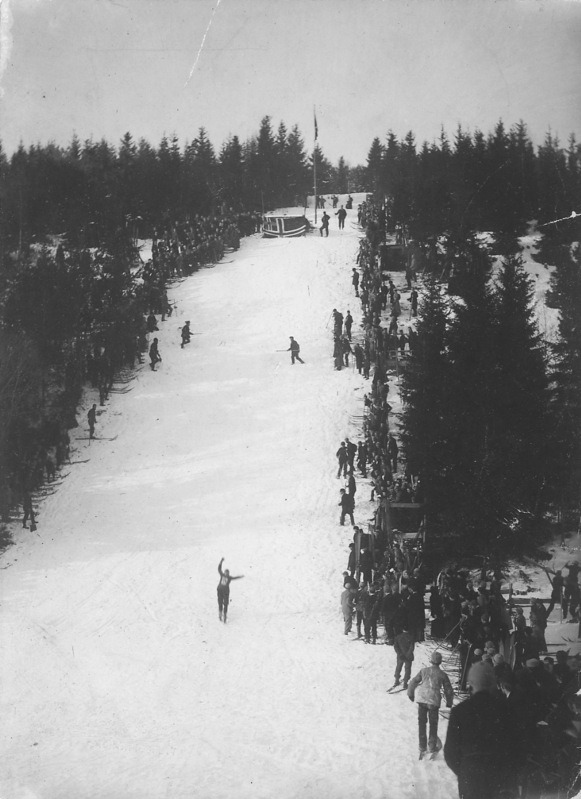
Holmenkollen en 1892

Cette page reprend les résultats de combiné nordique de l'année 1892.

## Festival de ski d'Holmenkollen
1892 est l'année de la première édition du festival de ski d'Holmenkollen, compétition organisée annuellement depuis lors, qui se déroule près d'Oslo (Norvège) et qui succède à la Husebyrennet, organisée annuellement depuis 1879, également aux environs de la capitale norvégienne.
La course fut remportée par le norvégien Svein Sollid devant ses compatriotes Karl Roll (no) et Andreas Pedersen.
Le premier record du tremplin fut établi Arne Ustvedt à 21,5 mètres.